# Jomarie Gamboa
Jomarie Gamboa (ur. 25 kwietnia 1973) – filipiński bokser, były mistrz świata WBA w kategorii słomkowej.

## Kariera zawodowa
Jako zawodowiec zadebiutował 27 marca 1993 r. Do końca 1995 r. stoczył 18 walk, z których 16 wygrał i 2 przegrał. 27 kwietnia 1996 r. otrzymał szansę walki o mistrzostwo świata WBC w wadze junior muszej. Gamboą przegrał z obrońcą tytułu Samanem Sorjaturongiem przez TKO. w 7. rundzie, będąc rundę wcześniej dwukrotnie na deskach.
Po kilkunastu zwycięskich pojedynkach, w tym niespodziewanym zwycięstwie nad Carlosem Murillo, otrzymał kolejną szansę walki o mistrzostwo świata. 20 lutego 1999 r. zmierzył się z Tajem Pichitem Chor Siriwatem, a stawką walki było mistrzostwo świata WBA w wadze junior muszej. Gamboa uległ jednogłośnie na punkty (112-118, 110-118, 112-116). 9 października zmierzył się z Noelem Arambuletem, a stawką walki było mistrzostwo świata WBA w kategorii słomkowej. Filipińczyk przegrał jednogłośnie na punkty. 4 grudnia natomiast zdobył tymczasowe mistrzostwo, pokonując Satoru Abe.
20 sierpnia 2000 r. doszło do jego rewanżu z Arambuletem. Wenezuelczyk stracił tytuł jednak już przed walką, nie mogąc utrzymać się w limicie wagowym, więc tytuł był tylko dla Filipińczyka, w razie zwycięstwa. Gamboa zwyciężył niejednogłośnie na punkty (116-114, 116-115, 114-116), zdobywając pas za 4. podejściem. 6 grudnia przystąpił do pierwszej obrony mistrzostwa, mając za rywala Japończyka Keitarō Hoshino. Gamboa utracił tytuł, przegrywając jednogłośnie na punkty (112-117, 113-115, 113-115).
29 stycznia 2002 r. doszło do jego rewanżu z Japończykiem. Po raz kolejny Hoshino okazał się lepszy, wygrywając wyraźnie na punkty. 10 stycznia 2004 r. zmierzył się z Jorge Arce w pojedynku o pas WBC w wadze junior muszej. Gamboa przegrał przez nokaut w 2. rundzie. Ostatnią walkę stoczył 30 listopada, przegrywając z Angkym Angkottą.